# Milz (Fluss)
Die Milz ist ein knapp 36½ Kilometer langer rechter und nordöstlicher Nebenfluss der Fränkischen Saale in Thüringen und Bayern. Sie bildet den am weitesten entfernten Punkt und den längsten Fließweg des Einzugsgebietes der Fränkischen Saale und bildet somit deren hydrografischen Oberlauf.

## Name
Der Fluss wird 1374 („an der Milcz“) erstmals urkundlich erwähnt. Der Name stammt von einem germanischen Gebietsnamen *Melitja mit der Bedeutung „Gegend, wo Gemahlenes herkommt“.

## Geographie

### Verlauf
Die Milz entspringt westlich unweit der Ortschaften Roth und Zeilfeld in den thüringischen Gleichbergen. Ihr Quellgebiet liegt zwischen dem Kleinen Gleichberg im Norden und dem Großen Gleichberg im Süden. Zunächst fließt sie in südöstlicher Richtung durch den Speicher Roth II (Staubecken zur Trinkwasserversorgung) und durch die Ortschaft Roth, dann südwärts nach Simmershausen. Im Folgenden umfließt sie auf Westkurs durch Gleicherwiesen und Hindfeld nach Milz in dessen Süden den Großen Gleichberg.
Südöstlich der Gemeinde Milz mündet die Spring in den Fluss, der den Ort im Süden tangiert.  Bis in die 1980er Jahre noch teilte sich der Fluss südlich der Ortslage und lief als 1 km langes Doppelarmsystem in Richtung Westen. Zur Melioration wurden dann die alten Mäander begradigt und der vermutlich alte Flusslauf bis in die Nähe der Landesgrenze trockengelegt.
Nach dem Grenzübertritt nach Bayern fließt die Milz in überwiegend südwestlicher Richtung durch Irmelshausen, Höchheim, Gollmuthhausen und Waltershausen nach Saal an der Saale, an dessen östlichem Ortsrand sie in die dort von Süden kommende Fränkische Saale mündet.

### Einzugsgebiet

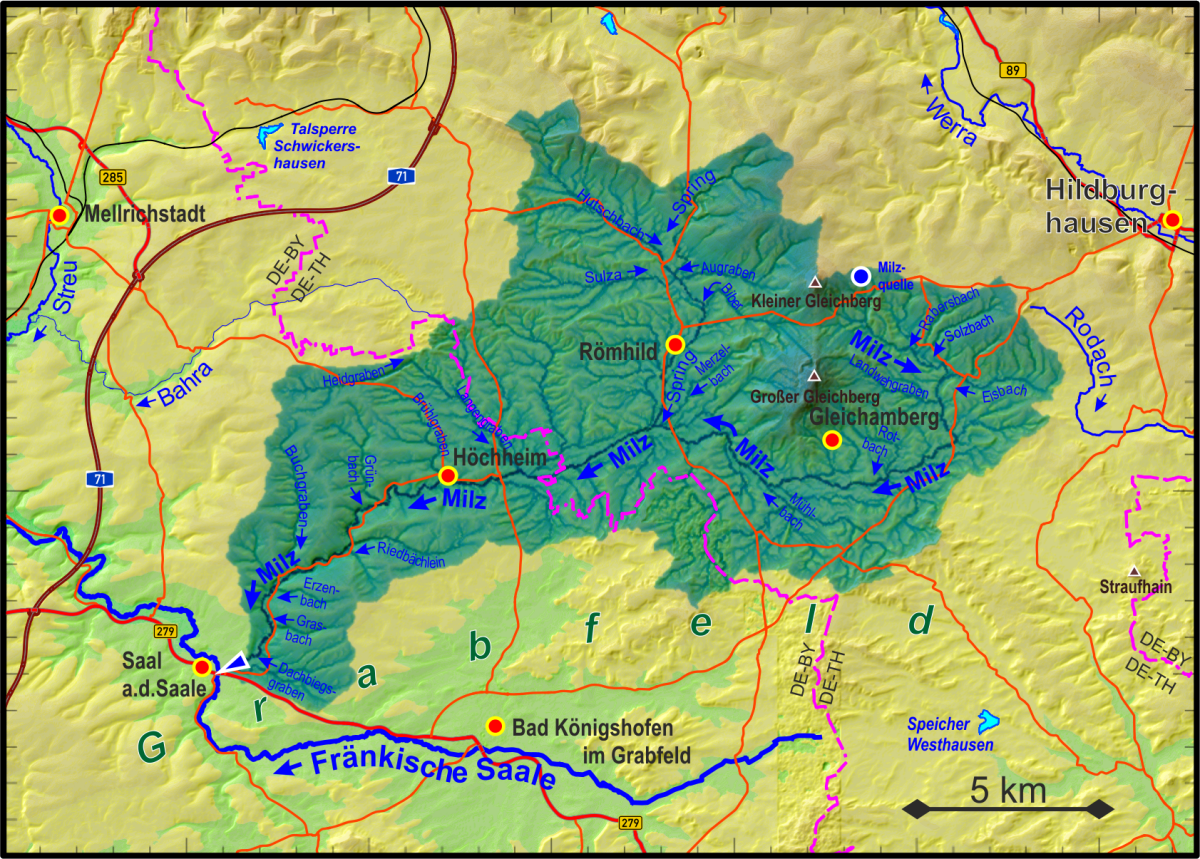
Einzugsgebiet der Milz

Die Milz entwässert das nördliche Grabfeld und die Gleichberge über die Fränkische Saale, den Main und den Rhein zur Nordsee. Das ca. 186 km² große Einzugsgebiet liegt zu 31 % in Bayern und zu 69 % in Thüringen. 
Höchster Punkt im Einzugsgebiet ist der 679 m hohe Große Gleichberg. Im Nordwesten grenzt das Einzugsgebiet der Milz an die Wasserscheide zwischen den Flusssystemen des Rheins und der Weser.

### Zuflüsse
Direkte und indirekte Zuflüsse
Zu den direkten Zuflüssen der Milz gehören (flussabwärts aufgezählt):
- Rabersbach (links)
- Solzbach (links)
- Seegraben (links)
- Landwehrgraben (rechts)
- Erlenbach (links)
- Rotbach (rechts)
- Spring (rechts)
- Mönchshofgraben (rechts)
- Langengraben (rechts)
- Brühlsgraben (rechts)
- Grünbach (rechts)
- Riedbächlein (links)
- Buchgraben (rechts)
- Erzenbach (links)
- Grasbach (links)

### Flusssystem Fränkische Saale
- Fließgewässer im Flusssystem Fränkische Saale

## Fauna

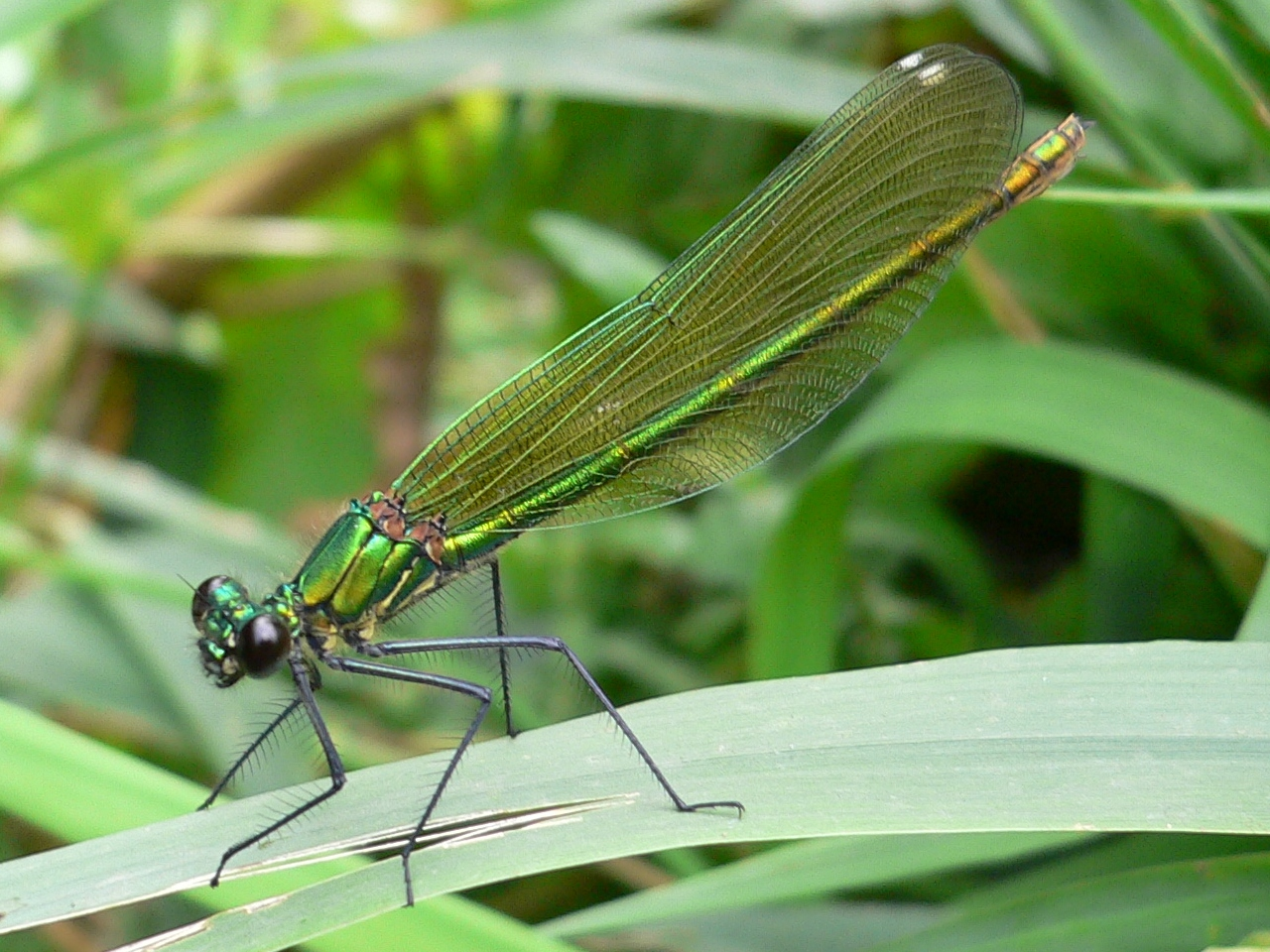
Prachtlibelle

Das Tal der Milz ist ein hochwertiges Feuchtbiotop, in dem seltene und gefährdete Arten vorkommen. In den Feuchtwiesen und Auen finden sich z. B. die Bekassine, das Braunkehlchen, das Blaukehlchen, die Sumpfschrecke und die Wanstschrecke.
An und in der abschnittsweise noch sehr naturnahen Milz leben typische Bachbewohner wie Eisvogel, Prachtlibelle, Schmerle, Koppe, Elritze und Schneider, Äsche, Bachforelle, Bachschmerle, Gründling, Flussbarsch, Karpfen, Rotauge, Rotfeder und Regenbogenforelle.

## Wirtschaftliche Nutzung
Die wirtschaftliche Nutzung des Flusses Milz begann schon im frühen Mittelalter. Weil ihr viel Quellwasser aus den Gleichberggebiet zuläuft und sie am Oberlauf schnell fließt, war die Milz reich an nutzbaren Fischen. Davon zeugt der Straßenname Fischmarktstraße in der Ortslage Milz.
Nahe der Ortschaft Milz lief bis zum Ende der 70er Jahre eine Mühle mit Wasser aus einem ortsnahen Seitenarm. Eine weitere, die bei der Errichtung der Grenzanlagen im Jahr 1961 niedergerissen wurde, stand südwestlich von Milz auf die Gemeinde Irmelshausen zu. Die Milzmühlen erzeugten überwiegend Mehl für die umliegenden Bäckereien und Backhäuser. Einige von ihnen sind noch in Betrieb, vorrangig im Nebenerwerb, oft dient die Wasserkraft auch der Stromerzeugung. Die Rittersmühle kurz vor der Mündung des Flusses in die Fränkische Saale ist ein Sägewerk.
Einige Angelvereine befischen die Milz.